# Mantidactylus microtis
Mantidactylus microtis é uma espécie de anfíbio da família Mantellidae.
É endêmica de Madagáscar.
Os seus habitats naturais são: rios de florestas subtropicais ou tropicais úmidas de baixa altitude, regiões subtropicais ou tropicais úmidas de alta altitude.

## Descrição
Possuem coloração marrom claro com manchas escuras no corpo e faixas da mesma tonalidade nas pernas posteriores e anteriores, que servem como uma imitação das rochas onde vive. A parte ventral é lisa e branca.
Nota-se a ausência de glândulas femorais e de almofadas nupciais, presença de dentes vomerinos, presença de saco vocal mediano não pareado, palmas das mãos reduzidas, e tíbia mais longa que o pé.
Há também um dimorfismo sexual, com os indivíduos machos sendo ligeiramente maiores que as fêmeas

## Conservação
Está ameaçada por perda de habitat, que apresenta um perigo maior para essa espécie, uma vez que ocupa um número baixo de localidades.
Um dos locais onde está presente é no Parque Nacional de Andohahela, mas foi estabelecido que são necessárias medidas protetivas adicionais, mesmo dentro da unidade de conservação.